# Dolcemente
Dolcemente è un album di Orietta Berti pubblicato in Italia nel 1968 dalla Polydor.

## Descrizione
L'album è costituito da due inediti, Io e te e Volano le rondini, e altri brani già apparsi su 45 giri nei due anni precedenti o già inclusi nel precedente album Orietta Berti, com'era consuetudine all'epoca per la compilazione degli LP,  Nell'album furono inclusi molti dei singoli più famosi della cantante come Tu sei quello, Voglio dirti grazie e Quando la prima stella, scritti da autori come Lorenzo Pilat, Aldo Cazzulani, Daniele Pace e Mario Panzeri. Volano le rondini sarà pubblicato su 45 giri per il solo mercato giapponese due anni più tardi.
Non esiste una versione dell'album pubblicata in MC, CD, download digitale o per le piattaforme streaming.

## Tracce
1. Tu sei quello
2. Voglio dirti grazie
3. Io ti darò di più
4. Quando la prima stella
5. Io, tu e le rose
6. Dove non so
7. Non illuderti mai
8. L'amore è blu
9. Io e te
10. Non è più casa mia
11. Solo tu
12. Volano le rondini